# Camargo (Cantabria)
Camargo es un municipio ubicado al norte de la comunidad autónoma de Cantabria, en España.
El municipio de Camargo se compone de ocho núcleos de población que son Cacicedo, Camargo, Escobedo, Herrera, Igollo, Maliaño, Muriedas y Revilla. La capital del término municipal se encuentra en Muriedas. Estos ocho núcleos de población del término municipal de Camargo componen una realidad territorial que se caracteriza por su diversidad en cuanto a densidad de población y modo de asentamiento, a su medio físico y a sus características socioeconómicas.

## Toponimia
El término Camargo deriva del prerromano Cambaricum, consignado como Cambarica por Ptolomeo (II, 6, 50) y Cambracum en el Anónimo de Rávena (Rav. IV, 43) y se forma sobre la raíz céltica *kambo- 'curvo' del mismo modo que el topónimo galaico Cambetum y los británicos  Cambo-dunum,  Cambo-glanna y  Cambo-ritum (Cambridge).

## Geografía
Integrado en la comarca de Santander, su capital, Muriedas, se sitúa a 6 kilómetros de la capital cántabra. El término municipal está atravesado por las siguientes carreteras:
- Autovía de circunvalación de Santander (S-30).
- Autovía S-10 (acceso este a Santander).
- Autovía Cantabria-Meseta (A-67).
- Carretera nacional N-623 (Burgos-Santander).
- Carretera nacional N-611 (Palencia-Santander).
- Carretera nacional N-635 (Santander-Solares).
- Carreteras autonómicas CA-144, que conecta con El Astillero.
- Carretera autonómica CA-306 (Escobedo-Santander).
- Carretera autonómica CA-308 (Santander-Revilla)
- Carretera autonómica CA-240, que se dirige hacia Piélagos.
- Carreteras locales que permiten la comunicación dentro del municipio.

El relieve del municipio por un terreno montuoso prelitoral que tiene salida al mar Cantábrico por el este a través de la bahía de Santander. La altitud oscila entre los 281 m en el extremo suroccidental (monte Obeño), en el límite con Piélagos, y el nivel del mar. La capital, Muriedas, se alza a 46 m sobre el nivel del mar. 
| Noroeste: Santa Cruz de Bezana | Norte: Santander | Nordeste: Santander      |
| Oeste: Piélagos                |                  | Este: bahía de Santander |
| Suroeste: Piélagos             | Sur: Piélagos    | Sureste: El Astillero    |

### Clima
El territorio municipal se ubica en la región climática de la Iberia Verde de clima Europeo Occidental, clasificada también como clima oceánico del tipo Cfb según la clasificación climática de Köppen.
El clima de Camargo es cálido y templado con numerosas precipitaciones durante todo el año. La media anual se sitúa en torno a los 1019–1044 mm, siendo noviembre el mes más lluvioso y agosto el más seco. Las temperaturas medias varían de los escaso 9 °C en enero a los 19,5 °C en agosto. La temperatura media es de 14,0 °C. La variación en las temperaturas entre el invierno y el verano es de unos diez grados.
| Parámetros climáticos promedio de observatorio del Aeropuerto de Santander (municipio de Camargo) (3 m s. n. m. ) (Periodo de referencia: 1991-2020, extremas: 1954-presente) | Parámetros climáticos promedio de observatorio del Aeropuerto de Santander (municipio de Camargo) (3 m s. n. m. ) (Periodo de referencia: 1991-2020, extremas: 1954-presente) | Parámetros climáticos promedio de observatorio del Aeropuerto de Santander (municipio de Camargo) (3 m s. n. m. ) (Periodo de referencia: 1991-2020, extremas: 1954-presente) | Parámetros climáticos promedio de observatorio del Aeropuerto de Santander (municipio de Camargo) (3 m s. n. m. ) (Periodo de referencia: 1991-2020, extremas: 1954-presente) | Parámetros climáticos promedio de observatorio del Aeropuerto de Santander (municipio de Camargo) (3 m s. n. m. ) (Periodo de referencia: 1991-2020, extremas: 1954-presente) | Parámetros climáticos promedio de observatorio del Aeropuerto de Santander (municipio de Camargo) (3 m s. n. m. ) (Periodo de referencia: 1991-2020, extremas: 1954-presente) | Parámetros climáticos promedio de observatorio del Aeropuerto de Santander (municipio de Camargo) (3 m s. n. m. ) (Periodo de referencia: 1991-2020, extremas: 1954-presente) | Parámetros climáticos promedio de observatorio del Aeropuerto de Santander (municipio de Camargo) (3 m s. n. m. ) (Periodo de referencia: 1991-2020, extremas: 1954-presente) | Parámetros climáticos promedio de observatorio del Aeropuerto de Santander (municipio de Camargo) (3 m s. n. m. ) (Periodo de referencia: 1991-2020, extremas: 1954-presente) | Parámetros climáticos promedio de observatorio del Aeropuerto de Santander (municipio de Camargo) (3 m s. n. m. ) (Periodo de referencia: 1991-2020, extremas: 1954-presente) | Parámetros climáticos promedio de observatorio del Aeropuerto de Santander (municipio de Camargo) (3 m s. n. m. ) (Periodo de referencia: 1991-2020, extremas: 1954-presente) | Parámetros climáticos promedio de observatorio del Aeropuerto de Santander (municipio de Camargo) (3 m s. n. m. ) (Periodo de referencia: 1991-2020, extremas: 1954-presente) | Parámetros climáticos promedio de observatorio del Aeropuerto de Santander (municipio de Camargo) (3 m s. n. m. ) (Periodo de referencia: 1991-2020, extremas: 1954-presente) | Parámetros climáticos promedio de observatorio del Aeropuerto de Santander (municipio de Camargo) (3 m s. n. m. ) (Periodo de referencia: 1991-2020, extremas: 1954-presente) |
| Mes | Ene. | Feb. | Mar. | Abr. | May. | Jun. | Jul. | Ago. | Sep. | Oct. | Nov. | Dic. | Anual |
| --- | --- | --- | --- | --- | --- | --- | --- | --- | --- | --- | --- | --- | --- |
| Temp. máx. abs. (°C) | 24.6 | 29.0 | 31.3 | 30.7 | 36.8 | 37.6 | 37.2 | 40.6 | 37.6 | 35.1 | 29.2 | 24.6 | 40.6 |
| Temp. máx. media (°C) | 13.7 | 13.9 | 15.8 | 16.9 | 19.4 | 21.8 | 23.7 | 24.5 | 22.9 | 20.6 | 16.5 | 14.5 | 18.6 |
| Temp. media (°C) | 10.0 | 9.9 | 11.6 | 12.9 | 15.6 | 18.1 | 20.1 | 20.8 | 18.9 | 16.5 | 12.8 | 10.8 | 14.8 |
| Temp. mín. media (°C) | 6.3 | 5.8 | 7.4 | 8.7 | 11.7 | 14.4 | 16.5 | 17.0 | 14.8 | 12.3 | 9.2 | 7.0 | 10.9 |
| Temp. mín. abs. (°C) | -5.4 | -5.2 | -3.0 | 0.6 | 2.6 | 5.6 | 6.0 | 6.0 | 2.8 | 1.4 | -2.5 | -5.2 | -5.4 |
| Precipitación total (mm) | 114 | 98 | 96 | 99 | 76 | 63 | 54 | 58 | 91 | 121 | 172 | 128 | 1169 |
| Días de precipitaciones (≥ 1 mm) | 12.6 | 11.3 | 10.0 | 11.4 | 10.1 | 8.0 | 7.8 | 7.9 | 9.2 | 10.7 | 14.1 | 12.4 | 125.7 |
| Días de nevadas (≥ 0.01 mm) | 0.2 | 0.4 | 0.1 | 0.0 | 0.0 | 0.0 | 0.0 | 0.0 | 0.0 | 0.0 | 0.0 | 0.2 | 0.8 |
| Horas de sol | 87 | 107 | 143 | 159 | 189 | 183 | 195 | 192 | 162 | 136 | 96 | 78 | 1717 |
| Humedad relativa (%) | 73 | 73 | 71 | 72 | 74 | 75 | 76 | 76 | 76 | 75 | 75 | 73 | 74 |
| Fuente: Agencia Estatal de Meteorología | | | | | | | | | | | | | |

## Historia
El Valle de Camargo estaba formado por los concejos de Cacicedo, Camargo la Mayor, Camargo la Menor (Revilla), Escobedo, Herrera, Igollo, Maliaño, Muriedas y además por los de Guarnizo (actualmente en el municipio de Astillero) y Soto de la Marina (actualmente en el municipio de Santa Cruz de Bezana). Fue uno de los Valles del Pleito de los Nueve Valles, que fue germen de la Provincia de los Nueve Valles y posteriormente de la Provincia de Cantabria de 1778.
Esta villa fue uno de los puntos que fortificaron los franceses durante la Guerra de la Independencia para dificultar el avance de las tropas españolas hacia Santander.

## Demografía
Camargo cuenta con una población de 30 425 habitantes (INE 2024).
| Gráfica de evolución demográfica de Camargo entre 1842 y 2021                                                       |
| |
| Población de derecho según los censos de población del INE Población de hecho según los censos de población del INE |

### Localidades
- Cacicedo
- Camargo
- Escobedo
- Herrera
- Igollo
- Maliaño
- Muriedas
- Revilla

## Economía

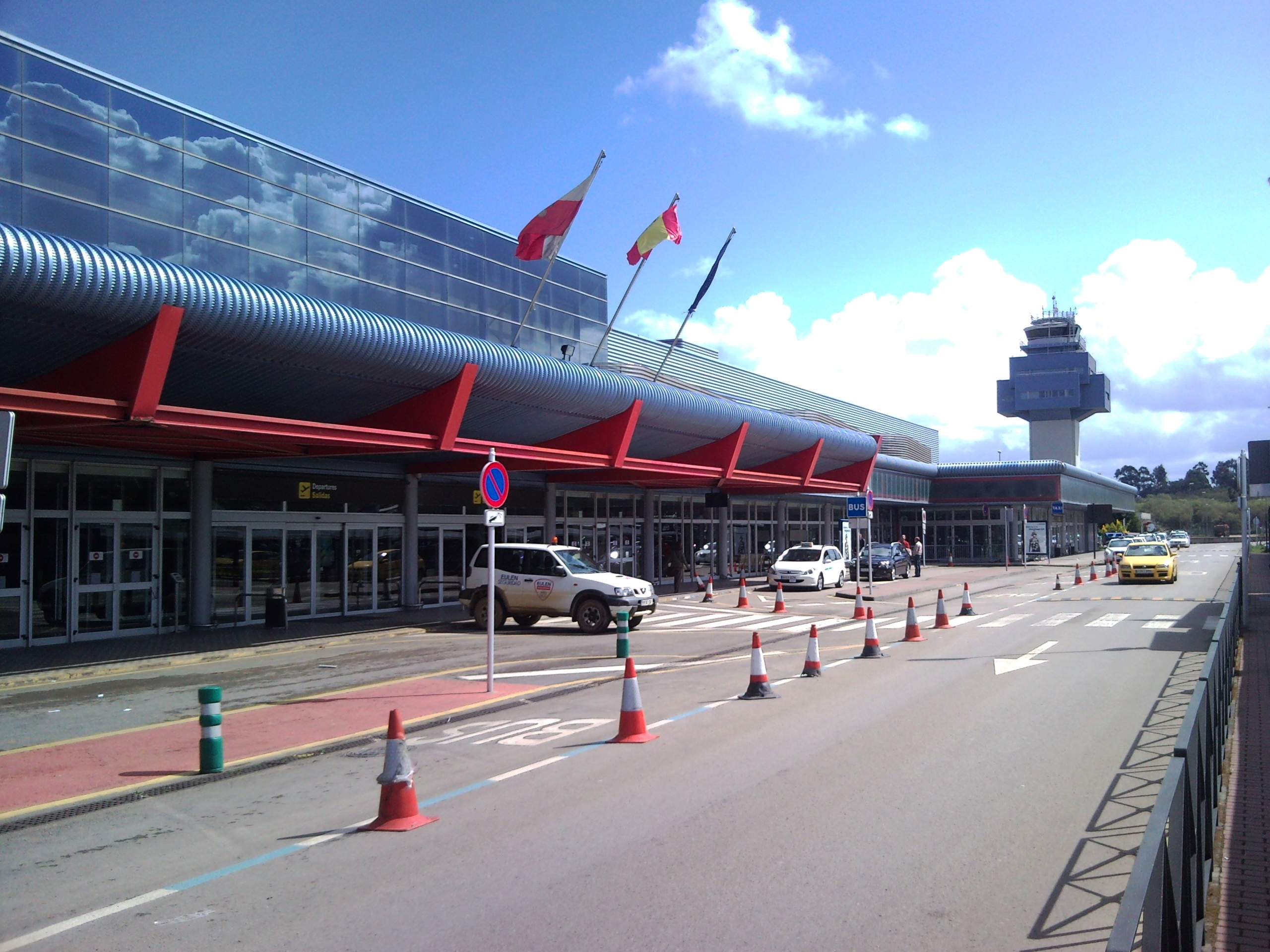
Aeropuerto de Parayas Santander, en Maliaño

El desarrollo industrial en este municipio ha sido un factor determinante para su crecimiento económico y demográfico, aunque la industria está perdiendo fuerza en las últimas décadas en favor del sector servicios. El precio de la vivienda, más barato que en la capital Santander, ha atraído a nuevos habitantes a este municipio y otros colindantes.

## Símbolos
- Bandera de Camargo: "La bandera del Ayuntamiento de Camargo esta formada por el color azul, representa el mar que llegaba en forma de ría y las zonas marismeñas que hubo en otros tiempos, separado por unas ondas (reflejando las olas del mar). Con el color verde representando la agricultura y la ganadería, ya que antiguamente eran las principales ocupaciones del Valle de Camargo, y el morado-carmesí esta sacado del escudo y, por tanto se considera representativo de este Valle, impreso dentro de este color el escudo municipal rodeado de ocho estrellas amarillas que representan los pueblos del Municipio, de cinco puntas que representan los Municipios que limitan con el Valle de Camargo".[8]
- Escudo de Camargo: "El campo de azur torre de oro sobre ondas de mar de plata y azur. Bordura de gules cargada con cuatro castillos de oro donjonados, dos en jefe y punta, dos en los costados y cuatro calderos de sable en los cuatro cantones. Timbrado con corona real cerrada".[8]

## Administración y política

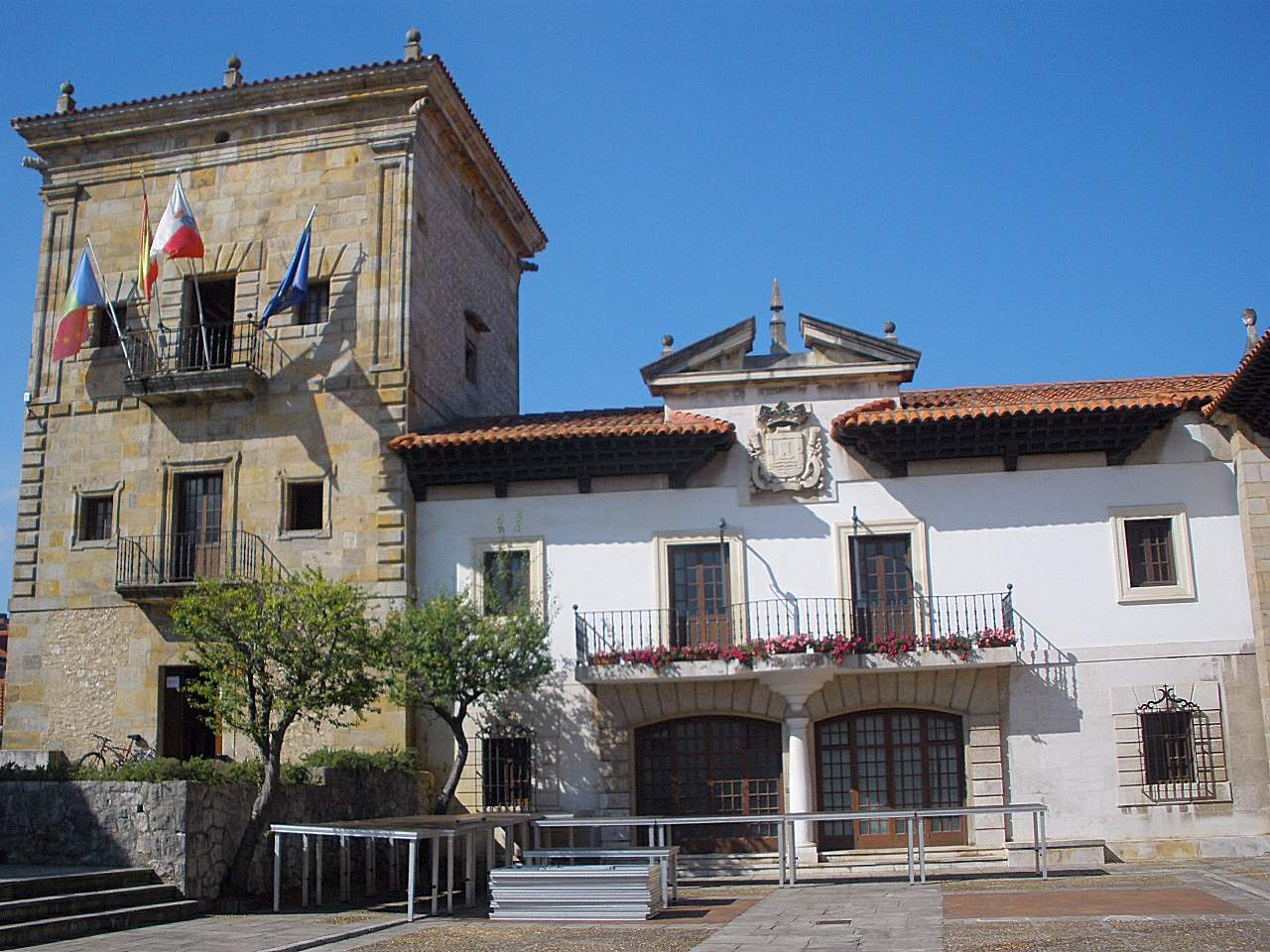
El Palacio del Marqués de Villapuente, en Muriedas, sede del Ayuntamiento de Camargo

Diego Movellán Lombilla, PP de Cantabria es el actual alcalde del municipio. La siguiente tabla muestra los resultados de las elecciones municipales celebradas en los años 2007, 2011, 2015, 2019 y 2023.
| Periodo   | Nombre                  | Partido | Partido                                   |
| --------- | ----------------------- | ------- | ----------------------------------------- |
| 1979-1983 | José María Bárcena      |         | Unión de Centro Democrático (UCD)         |
| 1983-1999 | Ángel Duque Herrera     |         | Partido Socialista Obrero Español (PSOE)  |
| 1999-2003 | Eduardo Lopéz Lejard    |         | Partido Socialista Obrero Español (PSOE)  |
| 2003-2007 | María Jesús Calva       |         | Partido Socialista Obrero Español (PSOE)  |
| 2007-2011 | Ángel Duque Herrera     |         | Alternativa Camarguesa Progresista (ACaP) |
| 2011-2015 | Diego Movellán Lombilla |         | Partido Popular (PP)                      |
| 2015-2023 | Esther Bolado Somavilla |         | Partido Socialista Obrero Español (PSOE)  |
| 2023-act. | Diego Movellán Lombilla |         | Partido Popular (PP)                      |

| Partido político                          | 2023                     | 2023                     | 2023                     | 2019  | 2019  | 2019       | 2015  | 2015  | 2015       | 2011  | 2011  | 2011       | 2007  | 2007  | 2007       |
| Partido político                          | Votos                    | %                        | Concejales               | Votos | %     | Concejales | Votos | %     | Concejales | Votos | %     | Concejales | Votos | %     | Concejales |
| Partido Popular (PP)                      | 7019                     | 43,20                    | 11                       | 4398  | 26,90 | 6          | 6638  | 41,10 | 10         | 7668  | 44,30 | 11         | 5310  | 30,00 | 7          |
| Partido Socialista Obrero Español (PSOE)  | 5669                     | 34,90                    | 8                        | 5098  | 31,20 | 8          | 3847  | 23,60 | 5          | 4900  | 28,30 | 7          | 4494  | 25,40 | 6          |
| Partido Regionalista de Cantabria (PRC)   | 1191                     | 7,30                     | 1                        | 2570  | 15,70 | 4          | 2473  | 15,20 | 3          | 1761  | 10,10 | 2          | 1395  | 6,80  | 1          |
| Vox                                       | 1273                     | 7,80                     | 1                        | 782   | 4,80  | 0          | —     | —     | —          | —     | —     | —          | —     | —     | —          |
| Izquierda Unida (IU)-Podemos              | 609                      | 3,70                     | 0                        | 811   | 4,90  | 0          | 1282  | 7,90  | 2          | 856   | 4,90  | 1          | 363   | 2,10  | 0          |
| Ciudadanos (CS)                           | 510                      | 3,10                     | 0                        | 1895  | 11,60 | 3          | —     | —     | —          | —     | —     | —          | —     | —     | —          |
| Podemos                                   | Con Izquierda Unida (IU) | Con Izquierda Unida (IU) | Con Izquierda Unida (IU) | 460   | 2,80  | 0          | 999   | 6,10  | 1          | —     | —     | —          | —     | —     | —          |
| Alternativa Camarguesa Progresista (ACaP) | —                        | —                        | —                        | —     | —     | —          | —     | —     | —          | —     | —     | —          | 5704  | 32,20 | 7          |

## Patrimonio

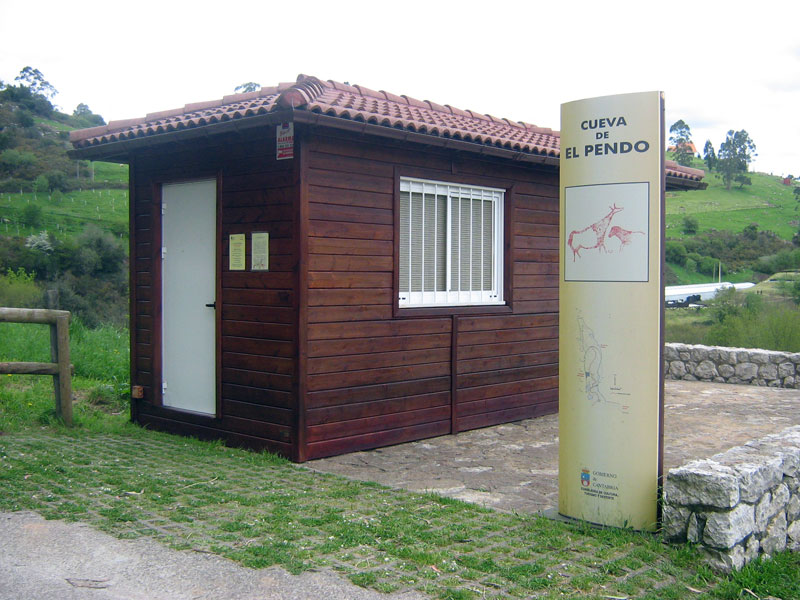
Punto de información de la Cueva de El Pendo, Patrimonio de la Humanidad de la Unesco

Varios son los bienes de interés cultural de este municipio:
- Palacio del Marqués de Villapuente, en Muriedas, monumento. Actualmente es la sede del Ayuntamiento de Camargo.
- Iglesia de San Juan Bautista, en Maliaño, monumento.
- Cueva de El Pendo, En el Bº Alto en Escobedo (Camargo), zona arqueológica.
- Cueva de El Juyo, en Igollo, zona arqueológica.
- Yacimiento del cementerio, en Maliaño, zona arqueológica.
- Castillo del Collado, en Escobedo (Camargo), zona arqueológica.
- Casa-museo y finca de Velarde (Museo Etnográfico de Cantabria), en Muriedas, conjunto histórico.

Además, la capilla de San José (ermita de La Merced), en Igollo, es Bien inventariado.

## Cultura

### Fiestas
Las principales fiestas del municipio son las siguientes:
- La Invención de la Santa Cruz en el Bª de Santa Cruz en Escobedo el día 3 de mayo.
- San Juan en Muriedas y Maliaño, el día 24 de junio
- San Vicente Mártir en Muriedas, el día 22 de enero.
- En marzo/abril se celebra el Carnaval de Camargo, con una trayectoria de más de una década.
- La Virgen del Carmen en la localidad de Revilla. Es quizá la fiesta más tradicional del valle puesto que sus orígenes se remontan al menos hasta el siglo XVII, cuando el mar entraba hasta Revilla y los pescadores llegaban en barcas para venerar a la Virgen.
- San Antonio en la localidad de Maliaño (13 de junio) se une con las fiestas del Patrón de Camargo, San Juan Bautista, el 24 de junio.
- San Pedro en el Bª Monasterio la localidad de Escobedo de Camargo, el día 29 de junio.
- San Benito en Igollo el 11 de julio.
- Santiago Apóstol en Revilla el día 25 de julio.
- San Pantaleón en el Bº El Churi en Escobedo el día 27 de julio. Fue declarda Fiesta de Interés Turístico Regional.
- San Pedro en Cacicedo el día 1 de agosto.
- San Esteban en el Bº El Churi en Escobedo el 3 de agosto.
- Nª Señora de las Nieves en el Bº El Churi en Escobedo el día 5 de agosto.
- San Roque en Herrera el 16 de agosto.
- Los Santos Mártires en Cacicedo el 30 de agosto.
- San Ramón en Herrera el 31 de agosto.
- El último fin de semana del mes de agosto se celebra El Amparo en la localidad de Maliaño.
- Nuestra Señora de Solares en el barrio de Camargo, se celebra el 8 de septiembre.
- San Miguel en el barrio de Camargo, el 29 de septiembre.

Cabe destacar también:
- Festival de verano: Programa cultural de actuaciones musicales, danza y teatro que se celebra en las noches del mes de agosto desde hace más de veinte años.
- Día de la Bici: Ruta en bicicleta que recorre las 8 localidades del municipio.
- El 2 de mayo: Se celebra el aniversario del levantamiento del 2 de mayo protagonizado por el camargués Pedro Velarde.

## Ciudades hermanadas
- Cugnaux, Francia